# Куплювате
Куплюва́те — село в Україні, у Білокуракинській селищній громаді Сватівського району Луганської області. Населення становить 77 осіб. Площа села 126,2 га.

## Історія
На початку XVIII століття, після азовських походів Петра I ці землі були віддані князю Борису Куракіну. Його син Олександр Куракін у 1730—1760 роках розводив на цих землях овець та велику рогату худобу, давав притулок кріпакам-утікачам з України та Росії, козакам з Чернігівської губернії заради заселення спустошених придушенням повстання Булавіна земель.
У 1905—1907 роках у Старобільському повіті прокотилася хвиля бунту селян. Після указу 9 листопада 1906 року, який дозволяв селянам виділення з общин на хутори чи відруби, люди стали заселяти землі біля ставків. Хутір виник на сучасній території села Куплювате в 1913 році, можливо, й раніше.
З 1917 — у складі УНР. З 1920 — стабільний комуністичний режим. У 1931—1932 роках село Куплювате увійшло до складу радгоспу «Тополі», тоді ж почалися масові убивства голодом. У 1933 році радгосп «Тополі» був реорганізований, його землі увійшли до складу радгоспу «Червоноармієць» як відділок № 5. У Куплюватому розміщували ланки з вирощування сільгоспкультур, випасу овець.
У роки Другої світової війни село зайнято німецькими військами з червня 1942 по січень 1943 року. Під час Острогозько-Россошанської наступальної операції село зайняте частинами Південно-Західного фронту сталінської армії.
4 травня 1970 року в результаті реорганізації радгоспу «Червоноармієць» був утворений радгосп «Ювілейний».

## Населення
У селі мешкає 77 осіб, 29 дворів.

## Вулиці
У селі існують вулиці: Мира, Степова Центральна.

## Транспорт
Село розташоване за 36 км автошляхом від районного центру та за 36 км від залізничної станції Білокуракине, що на лінії Валуйки — Кіндрашівська-Нова.

## Економіка
Населення займається підсобним господарством, багато хто здає молоко.

## Культура
День села відзначають 30 липня.